# La Valle (Bolzano)
La Valle (Wengen) é uma comuna italiana da região do Trentino-Alto Ádige, província de Bolzano, com cerca de 1 233 habitantes. Estende-se por uma área de 39 km², tendo uma densidade populacional de 32 hab/km². Faz fronteira com Badia, Marebbe, San Martino in Badia.

## Demografia

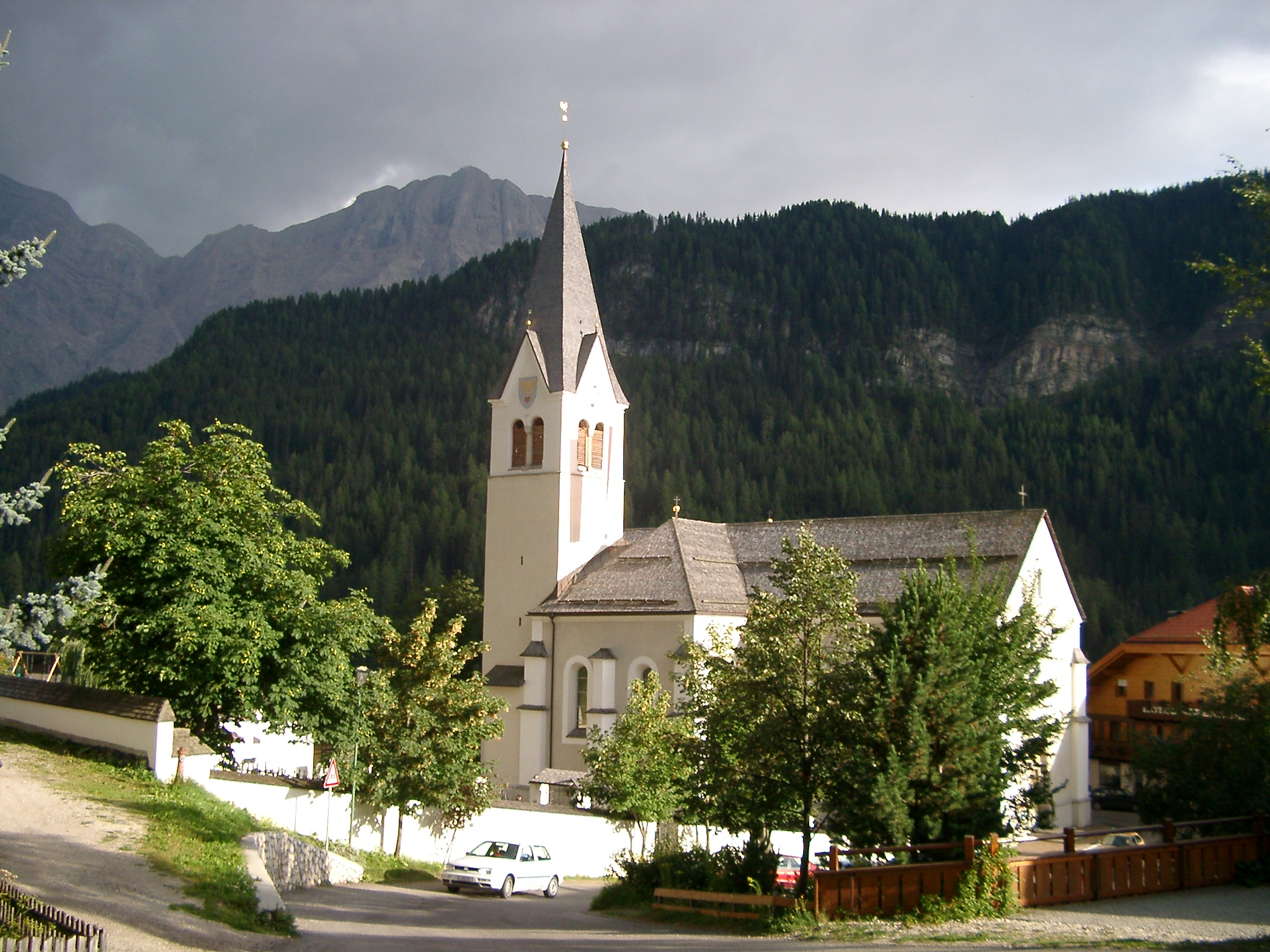
Igreja de La Val - Wengen - La Valle no Tirol do Sul.

| Variação demográfica do município entre 1861 e 2011                               |
|                                                                                   |
| Fonte: Istituto Nazionale di Statistica (ISTAT) - Elaboração gráfica da Wikipedia |